# Filinota
Filinota é um gênero de traça pertencente à família Agonoxenidae.